# Дюггви
Дюггви (исл. Dyggvi) — легендарный конунг Уппсалы из рода Инглингов, по некоторым сведениям — первый конунг из этого рода.
Дюггви был сыном Домара и Дротт, дочери Данпа, впервые названного конунгом на датском языке. «Сага об Инглингах» сообщает, что Дюггви был назван конунгом первым из всех Инглингов, возможно, имея в виду это родство как причину. По словам М. И. Стеблин-Каменского, «о том, что Дюггви был первым назван „конунгом“, Снорри ошибочно заключил из того, что это слово впервые встречается в строфе о Дюггви, тогда как Домальди в строфе о его смерти назван в оригинале dróttinn, то есть словом, употреблявшимся в том же значении, что и konungr».
Дюггви умер своей смертью, его преемником стал сын — Даг Мудрый. Автор текста «Как заселялась Норвегия», упоминая Дюггви в родословной Харальда Прекрасноволосого, говорит: «Мы его зовём Трюггви».
Основной сохранившийся источник, рассказывающий о Дюггви, — «Круг земной» Снорри Стурлусона, сборник саг, составленный в XIII веке. Письменная традиция о ранних Инглингах возникла не раньше XII века, а потому она крайне ненадёжна. По выражению исследовательницы Гвинн Джонс, это скорее «мир легенд и сказок», чем мир истории.